# 李純祐
李 純祐（り じゅんゆう、イ・スンウ、朝鮮語: 이순우、生年不詳 - 明昌7年（1196年）3月）は、高麗の文臣・詩人・作家。初名は李 請（朝鮮語: 이청）、字は抜之（朝鮮語: 발지）、号は紫薇（朝鮮語: 자미）。

## 生涯
本貫は羽渓李氏。左僕射であった李陽植の子として江原道江陵府に生まれる。母は朴氏。幼少より文章をよくしたという。大定3年10月1日（1163年10月29日）の文科に状元で及第し、毅宗の治世に文科主試官を経て忠州司禄に任じられた。
供駅丞兼直翰林院であったとき、乳癌を患っていた恭睿太后（明宗の生母）のために祈祷文を撰し、文中の「瘡生母乳、痛在朕心」の一句に感動した明宗から寵を受けて次々と官職を引き上げられ、大定25年（1185年）7月に中書舎人知制誥に任じられた。以降も右正言、知制誥、国子監祭酒、東北面兵馬使、諌議大夫、翰林学士、銀青光禄大夫兼国子監大司成、枢密院使、礼部尚書、大将軍、上将軍兼尚書、太子賓客知制誥、宝文閣大提学を歴任し、錦城君に封じられた。
大定28年（1188年）10月、八関会が宮中で薬を煎じるために、毎年医官が四畿（東京・西京・南京・漢京）周辺の民たちの牛から乳を絞っていることについて、不要不急である上に牛が疲弊して民たちが困窮していることの弊害を訴え、八関会の廃止を上奏した。これを容れた明宗が八関会を廃止すると、民たちは大きく喜んだという。
明昌2年（1191年）に文科主試官に復し、明昌7年（1196年）には国子監大司成に再任されたが、同年3月に崔忠献が政変を起こして李義旼らを殺害すると、孫碩らが崔忠献を取り除こうとした謀議に関わったため、仁恩館に押し込められて殺害された。
李奎報の『東国李相国集』には李純祐と李奎報が詩の遣り取りをしたことが記されているが、李奎報が李純祐に宛てた返詩だけが残り、李純祐が李奎報に宛てて詠んだ詩は現存していない。

## 参考資料
- 西川孝雄「高麗時代の「叛逆伝」研究Ⅲ ―立伝人物の分析―」『人間文化 : 愛知学院大学人間文化研究所紀要』第22号、愛知学院大学人間文化研究所、2007年9月、342-315頁、CRID 1050005888459284352、ISSN 09108424。
- 中野耕太「十二世紀末高麗の「李義旼政権」に関する再検討」『北東アジア研究』第32巻、島根県立大学北東アジア地域研究センター、2021年3月、19-37頁、CRID 1050850932892778240、ISSN 1346-3810。

| スタブアイコン | サブスタブ | この項目は、まだ閲覧者の調べものの参照としては役立たない、人物に関連した書きかけの項目です。この項目を加筆・訂正などしてくださる協力者を求めています（P:人物伝/PJ:人物伝）。 |